# Heteroplea
Heteroplea is een geslacht van wantsen uit de familie van de Pleidae (Dwergbootsmannetjes). Het geslacht werd voor het eerst wetenschappelijk beschreven door Cook in 2011.

## Soorten
Het genus bevat de volgende soorten:

- Heteroplea acanthoscelis Cook, 2017
- Heteroplea stictosoma Cook, 2011